# Paul Engel
Paul Engel (* 14. November 1949 in Reutte, Tirol; † 24. April 2025 in Wiesbaden) war ein österreichischer Komponist und Dirigent.

## Leben
Paul Engel entstammte einer bekannten Tiroler Musikerfamilie, der „Engel-Familie“, mit der er seit früher Kindheit bis zum Jahr 1981 weltweit Konzerttourneen unternahm. Mit seinen Geschwistern war er 1958 im Heimatfilm Die singenden Engel von Tirol als Pauli Engel zu sehen. Seine erste musikalische Ausbildung erhielt er von seinem Vater und seinen älteren Geschwistern, später am Tiroler Landeskonservatorium Innsbruck u. a. in den Fächern Klavier, Violine, Flöte, Dirigieren und Musiktheorie.
Sein Studium absolvierte er an der Staatlichen Hochschule für Musik München bei Günter Bialas und Wilhelm Killmayer (Komposition), Volker Banfield und Rosl Schmid (Klavier), sowie Jan Koetsier, Fritz Schieri und Wolfgang Winkler (Dirigieren).
In den Jahren 1974 bis 1987 war er Dozent für Musiktheorie und Gehörbildung an der Hochschule für Musik in München, eine weitere Lehrtätigkeit hatte er an der Jugendmusikschule Starnberg inne.
Als Dirigent leitete er in den Jahren 1988 bis 1998 das Echinger Orchesterseminar (ab 1994 Symphonieorchester Eching) und arbeitete mit bedeutenden Orchestern und Ensembles wie dem Sinfonieorchester des ORF, dem Orchester des Bayerischen Rundfunks, den Münchner Philharmonikern, dem Münchener Kammerorchester, den Bamberger Symphonikern, dem Sinfonieorchester Innsbruck und dem Orquesta Sinfonica Nacional Santo Domingo zusammen.
Seine Kompositionen wurden bei bedeutenden internationalen Festivals, so etwa bei den Salzburger Festspielen, der Münchener Biennale, dem Münchener Musiksommer, den Tiroler Festspielen, dem Steirischen Herbst, dem Festival Zeitgenössischer Musik „Klangspuren Schwaz“, sowie von bedeutenden Interpreten wie dem Wiener Klaviertrio, Edgar Krapp, Alfons Kontarsky u. a. aufgeführt.
Ab 1987 war Paul Engel als freischaffender Komponist, Dirigent und Musiker tätig. 2010/2011 lebte und arbeitete er als Stipendiat des Internationalen Künstlerhauses Villa Concordia in Bamberg. Ab August 2011 lebte Paul Engel in Wiesbaden.

## Auszeichnungen
- 1972 Richard-Strauß-Preis München
- 1980 Kompositionspreis der „Sommerlichen Musiktage“ in Hitzacker
- 1981 Erster Preis des Kompositionswettbewerbes der Jürgen-Ponto-Stiftung, Frankfurt
- 1982 Förderpreis der Landeshauptstadt München
- 1983 Förderpreis des Ministeriums für Unterricht und Kunst, Wien
- 1995 Das von ihm geleitete Symphonieorchester Eching erhielt den „Anerkennungspreis“ des Kulturpreises im Landkreis Freising[4]
- 1996 Tiroler Landespreis für Kunst
- 2010 Stipendium des Internationalen Künstlerhauses Villa Concordia, Bamberg

## Werkauswahl

### Orchesterwerke/Sinfonische Musik
- Metasinfonia für Orchester (1973)
- 3 Sinfonien für großes Orchester (1978; 1982; 1983/84)
- Violinkonzert (1980)
- Begegnung Symphonische Musik für Chöre, großes Orchester, Instrumentalgruppen, Solo-Instrumente (zweite Fassung 1986/87)
- Widerhall Tanzszenen für großes Orchester (1986/87)
- Cellokonzert (1987)
- Meru für großes Orchester (1988/94)
- An Jupiter Hommage à W.A.Mozart für großes Orchester (1991)
- Korrelation I ein Gegenstück für Orchester und acht Fernhörner (1994)
- Pan-Tasien für Solo-Flöte und Kammerorchester (1996/97)
- Hannibals Elephanten für großes Orchester (1998)
- Beluhovan-Musik eine Hommage Tyrolienne für Klavier und Orchester (2002)
- Iphigenien-Fanfare für Orchester (2002)
- Vier Mutationen für Streichorchester (2003)
- Cassiopeia für Orgel und Orchester (2005)
- Sirius für großes Orchester (2007)
- Orion, Musik für Viola und Orchester (2014)

### Chorwerke
- Pater Noster für Chor und Orchester (1978)
- Te Deum für Chor, 9 Blechbläser, Orgel und Schlaginstrumente (1988)
- Eos für großen Chor, Trompete und Orgel (1996)
- Korrelation II für Chor und Orchester (2006)

### Kammermusik und Solowerke
- Sphären, Musik für Flöte und Tempelblocks (1973)
- Somnium Pacis für Klavier (1976)
- 4 Streichquartette (1970; 1981; 1986; 1988)
- 4 Klaviertrios (1978; 1979; 1988; 1994/96)
- Fantasia quasi Cappriccio für Klavier (1978)
- Westöstliches Liederbuch für Sopran und Ensemble (1983)
- 5 Sonogramme, Klavierduos und Solowerke (1991–1999)
- Phoenix oder Der Weltuntergang findet zur Tagesschau statt für Bariton und Oktett (1995)
- Messanza II für neun Bläser (1995)
- Synästhesien für Kammerensemble (1997)
- Der Paukenschlag von Haydn für Harfe und Violoncello (1998)
- Calliopes descent from Mount Olympus Fünftes Klaviertrio (2000)
- Freedom - Freiheit - Liberté Drei Klavierstücke (2001)
- Der Paukenschlag von Haydn für Violoncello und Klavier (2004)
- Sahara für Klarinette und Kammerensemble mit Playback (2004)
- Tschaikowsky ante Portas für 10 Holzbläser (2004)
- Risposte alle Rime di Petrarca für Bariton, Streichquartett und Akkordeon (2005)
- Getäuscht hat sich der Albatros für Bariton und Klaviertrio(2005)
- Die Heimkehr für Bariton und Klavier (2006)
- Resonanzen für Bläserquintett und Klavier (2007)
- Tilleske oder Was ist der Humor in der Musik? für Klarinette und Streichquartett (2008)
- Das Wandern-Musik zum Schubertjahr für Klarinette, Streichtrio und Akkordeon (2008)
- Ankommen für Klavier und Blechbläserquintett (2008)
- Transformation für Violine und Klavier (2009)
- Vogel als Prophet Schumann-Collage für Ensemble (2010)
- Im Feuerofen nach Daniel III für dramatischen Sopran und Kammerensemble (2010)

### Musiktheater
- Daniel Oper in 2 Akten (1991/93)
- Der blaue Stein Musiktheater für junge Leute (1993/94)
- Boehlendorff szenisches Oratorium für 6 Sänger, Chor und ein Orchester mit Instrumenten aus der Beethovenzeit (1998)

## Diskographie
- Te Deum Philharmonischer Kammerchor Estland, Ensemble Art of Brass Wien, Franz Hauk, Orgel; GMCD 7245
- Calliopes descent from Olympus, Sonogramm I Christos Kanettis, Reinhard Latzko, Alfons Kontarsky; GMCD 7261
- Paul Engel Fünf Zeitlosigkeiten, Mutationen, Freedom - Freiheit -Liberté; CD 200401 Carmen Verlag
- Ocean Adventures Digitalmusik; Koch 351049